# Попово (Московская область)
Попово — деревня в Чеховском районе Московской области, в составе муниципального образования сельское поселение Баранцевское (до 29 ноября 2006 года входила в состав Баранцевского сельского округа).

## История

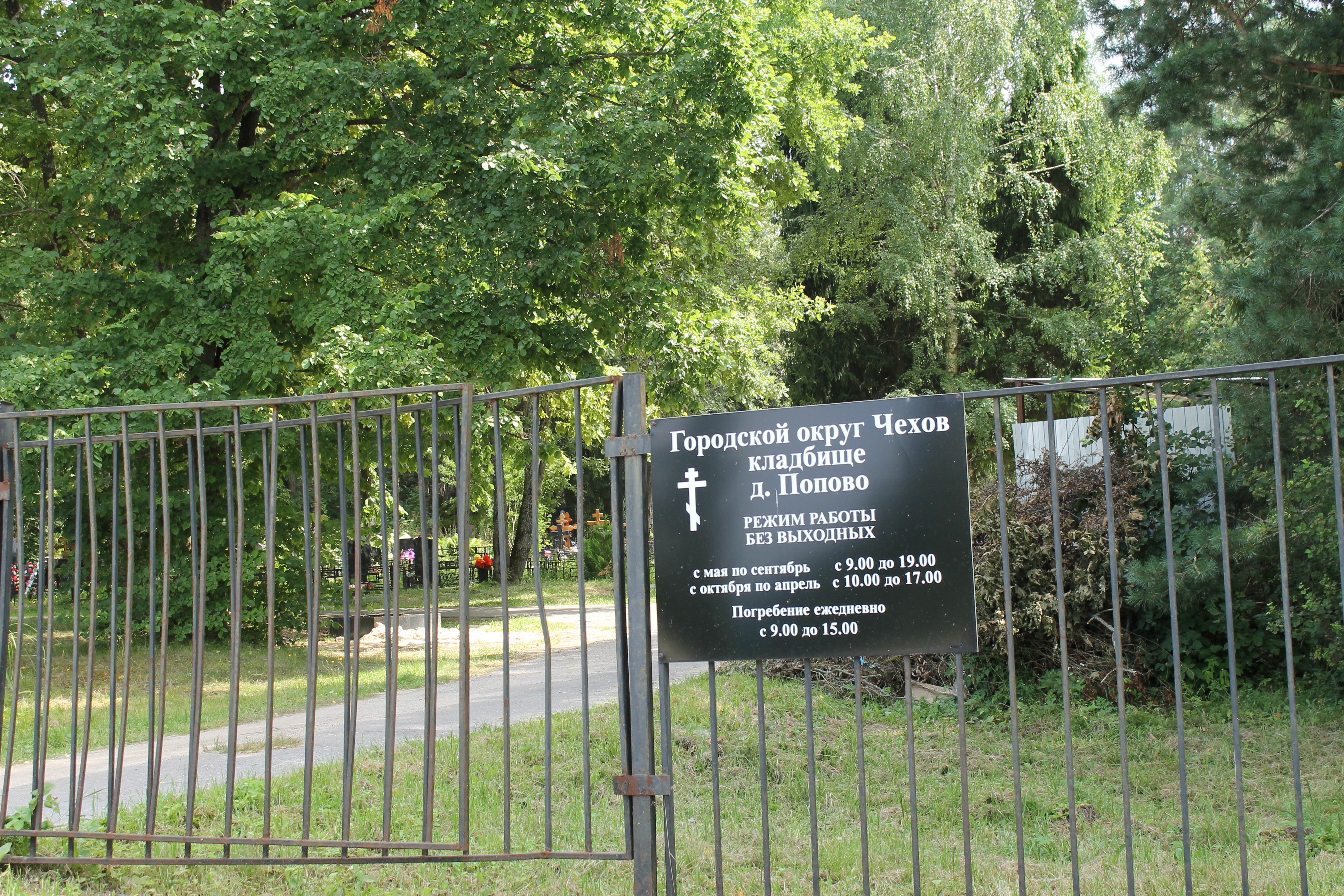
Кладбище в деревне Попово

## Население
| 2002 | 2006 | 2010  |
| ---- | ---- | ----- |
| 48   | ↗88  | ↗1997 |

## География

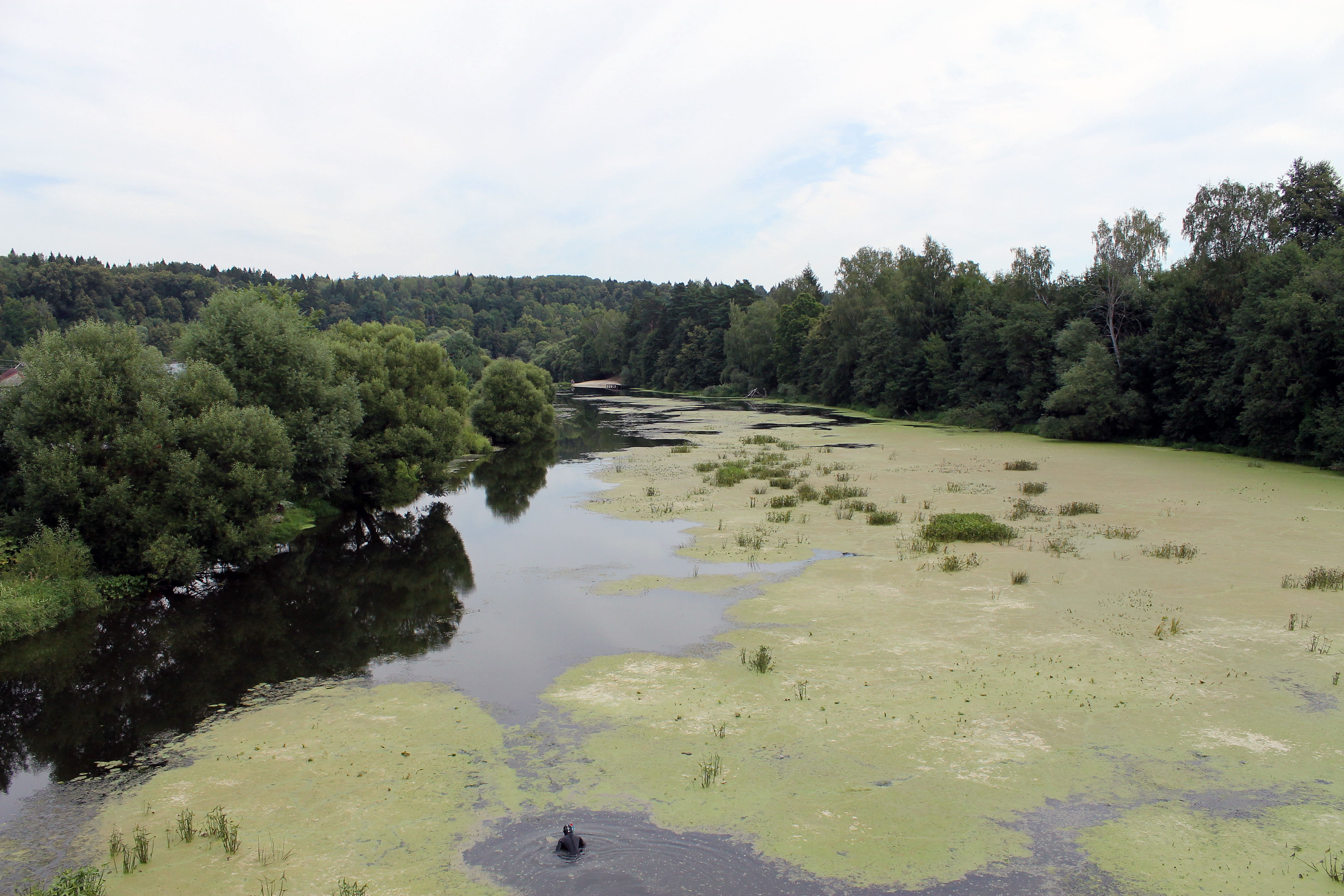
Река Лопасня между деревней Попово и военным городком Нерастанное

Попово расположено примерно в 26 км (по шоссе) на юго-восток от Чехова, на левом берегу реки Лопасня, высота центра деревни над уровнем моря — 144 м. На 2016 год в Попово зарегистрировано 3 садовых товарищества.

## Известные урожденцы деревни
- Владимир Тимофеевич Медведев (род. 22 августа 1937) — бывший начальник охраны руководителей Советского Союза, генерал-майор.